# Esto es peor
Esto es peor (« Ça, c'est pire ») est une gravure à l'eau-forte et lavis de Francisco de Goya faisant partie de la série Les Désastres de la guerre.
Réalisée vers 1812-1815, elle n'est publiée, avec le reste de la série, qu'en 1863. Goya proteste contre la violence excessive des deux camps lors du soulèvement du Dos de Mayo et de la guerre d'indépendance espagnole qui s'ensuit (1808–1814).

## Description et analyse
L'image se base sur les événements qui ont eu lieu à Chinchón en décembre 1808 ; le frère de Goya y vivait comme curé. Quand deux soldats français sont tués par les rebelles espagnols, les Français répliquent en massacrant des civils locaux. Goya montre le corps mutilé d'un rebelle empalé sur une branche par l'anus, la branche ressortant par l'omoplate. La tête de la victime est tournée vers le spectateur, dans une composition qui fait écho à une autre estampe de la série, No se puede mirar (« On ne peut pas regarder », no 26). Son bras droit a été coupé au-dessus du coude. En arrière-plan, des soldats français continuent le massacre. Le dessin montre des connotations sexuelles suggérant que des victimes ont été violées.

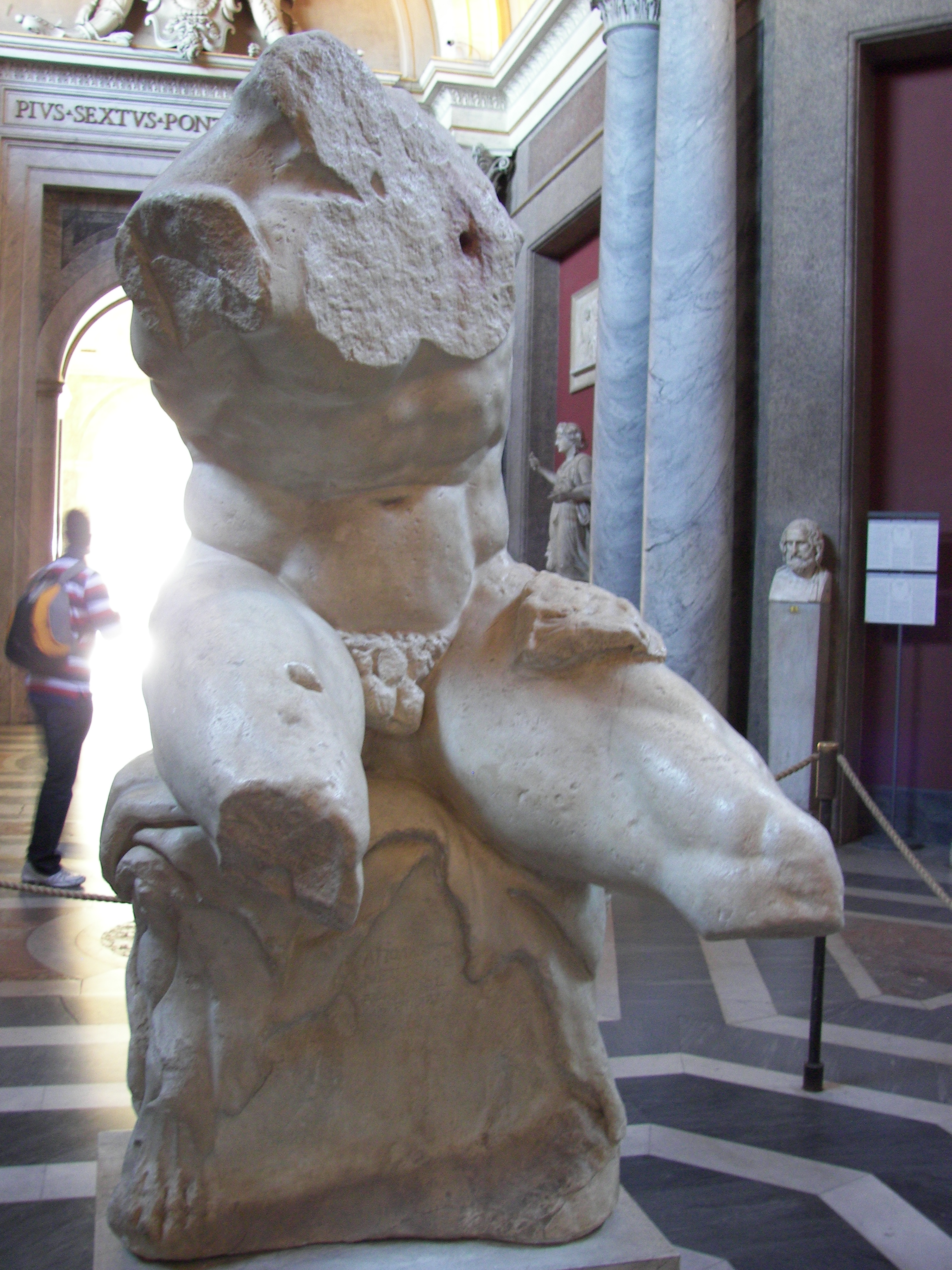
Le Torse du Belvédère d'Apollonios d'Athènes, qui a influencé la représentation du corps mutilé.

Cette estampe est en partie inspirée du torse fragmentaire hellénistique, le Torse du Belvédère d'Apollonios d'Athènes. Goya en avait déjà fait une étude au lavis noir lors de sa visite à Rome. Dans Esto es peor, il subvertit les motifs utilisés dans la représentation classique de la guerre dans l'art en ajouter un degré de théâtre noir, avec la branche perçant le corps par l'anus, le cou tordu et le sujet en premier plan. L'homme est nu, ce qui constitue déjà un défi dans l'art espagnol du XIXe siècle à cause de l'Inquisition espagnole.